# Photuris trivittata
Photuris trivittata là một loài bọ cánh cứng trong họ Đom đóm (Lampyridae). Loài này được Lloyd & Ballantyne miêu tả khoa học năm 2003.